# گذرگاه‌های غزه
گذرگاه‌های مرزی غزه، معابر هفتگانه ارتباط کالا و مسافر بین نوار غزه با کشورهای اسرائیل و مصر است. در میان این ۷ گذرگاه، ۶ گذرگاه تحت کنترل اسرائیل است و تنها گذرگاه رفح تحت نظارت مصر و تشکیلات خودگردان فلسطین است؛ که البته با مشارکت نمایندگان اروپایی مدیریت می‌شود. روند محاصره پس از سال ۲۰۰۶ و پیروزی حماس در انتخابات سراسری فلسطین شدت گرفت.

## اسامی گذرگاه‌های غزه

### گذرگاه المنطار یا با نام اسرائیلی «کارنی»
یکی از مهم‌ترین گذرگاه‌ها در نوارغزه و بزرگترین آن‌ها از بعد عبور و مرور کالاهای تجاری میان نوارغزه و اسرائیل است که در شرق نوار غزه قرار دارد. این گذرگاه از جمله گذرگاه‌هایی است که از سوی اسرائیل در عمده روزها و هفته های سال مسدود است. اسراییل هرگونه عبور و مرور کالا از این گذرگاه را مشروط به بازرسی دوگانه کرده است بدین شیوه که نخست کالاهای صادراتی از سوی طرف فلسطینی در داخل غزه مورد بازرسی قرار گرفته و سپس شرکت های امنیتی اسرائیلی در آن سوی نوارغزه اقدام به بازرسی دوباره کالاهای فلسطینی می‌کند.

### گذرگاه بیت حانون یا با نام اسرائیلی «اِرِز»
گذرگاه بیت حانون در شمال نوارغزه تنها برای انتقال بیماران فلسطینی که نیازمند درمان سریع هستند و باید به اسراییل، کرانه باختری و اردن انتقال یابند، اختصاص داده شده است. البته از طریق این گذرگاه دیپلمات ها، روزنامه نگاران و هیئت های خارجی و تاجران فلسطینی نیز عبور می‌کنند.

### گذرگاه العوده یا با نام اسرائیلی «صوفا»
این گذرگاه در شرق رفح قرار دارد و بسیار کوچک است. این گذرگاه در راستای فعالیت های تجاری و ورود مصالح ساخت و ساز به سوی نوارغزه فعالیت دارد.

### گذرگاه الشجاعیه یا با نام اسرائیلی «ناحال عوز»
گذرگاه الشجاعیه یک گذرگاه حساس است که در آن کار ورود سوخت به نوارغزه دنبال می شود. این گذرگاه از دو طرف متصل به خطوط انتقال سوخت است که از همین خطوط هم بارگیری تریلرها با سوخت مورد نیاز صورت می‌گیرد. این گذرگاه دو روز در هفته تعطیل است که به همین خاطر هم مسئولان نیروگاه برق نوارغزه را وادار می‌کند تا بخشی از سوخت وارداتی را به منظور جبران کمبود برق و سوخت در دو روز تعطیل گذرگاه ذخیره‌سازی کنند.

### گذرگاه کرم ابوسالم یا با نام اسرائیلی «کرم شالوم»
این گذرگاه در مجاورت شهر کرم شالوم واقع در نقطه مرزی مصر، نوار غزه و اسرائیل قرارداد و در واقع مختص عبور و مرور تجاری میان نوارغزه و اسرائیل است و برخی مواقع به منظور ارسال کمک های بین‌المللی به نوارغزه مورد استفاده قرار می گیرد. علاوه براین گاهی اوقات از این گذرگاه به عنوان جایگزین گذرگاه رفح نیز مورد استفاده قرار می‌گیرد.

### گذرگاه القراره یا با نام اسرائیلی «کیسوفیم»
این گذرگاه بین دو منطقه خان یونس و دیرالبلح در نوار غزه و در مجاورت شهر کیسوفیم در اسرائیل قرار دارد. از این معبر بیشتر برای اهداف نظامی اسرائیل و به منظور ورود تانک و ادوات نظامی به کار برده می‌شود. این گذرگاه از زمان خروج کامل ارتش اسرائیل از نوارغزه در سال ۲۰۰۵ میلادی به طور کامل مسدود و تعطیل شده است.

### گذرگاه رفح
این گذرگاه در شهر رفح در مرز مصر و فلسطین قرار دارد و توسط فلسطین و با هماهنگی مصر و تحت نظارت اروپایی ها مدیریت می شود. از این گذرگاه طبق توافق های حاصل شده میان اسرائیل و تشکیلات خودگردان در نوامبر ۲۰۰۵ به منظور عبور و مرور افراد صرفا با هویت فلسطینی استفاده شده و همچنین از آن به عنوان مسیری برای صادرات کالاهای ساخت فلسطین به ویژه محصولات کشاورزی استفاده می‌شود. برای استفاده از این گذرگاه باید اسامی کسانی که قصد دارند از این گذرگاه عبور کنند، ۴۸ ساعت پیش از عبور به تشکیلات خودگردان اعلام شود تا در خصوص صدور مجوز افراد تصمیم‌گیری شود. این گذرگاه فقط در زمان حضور هیئت های اروپایی مامور نظارت بر گذرگاه می‌تواند فعالیت کند.